# Dongione di Introdacqua
Il dongione di Introdacqua, meglio noto come torre di Introdacqua, è un dongione costruito nella omonima cittadina in Italia.

## Struttura
Il dongione è situato a 739 m s.l.m., il muro di cinta è a pianta esagonale di 7,30 m per lato, l'entrata è rivolta a levante, sopraelevata dal piano stradale di circa 3 m.

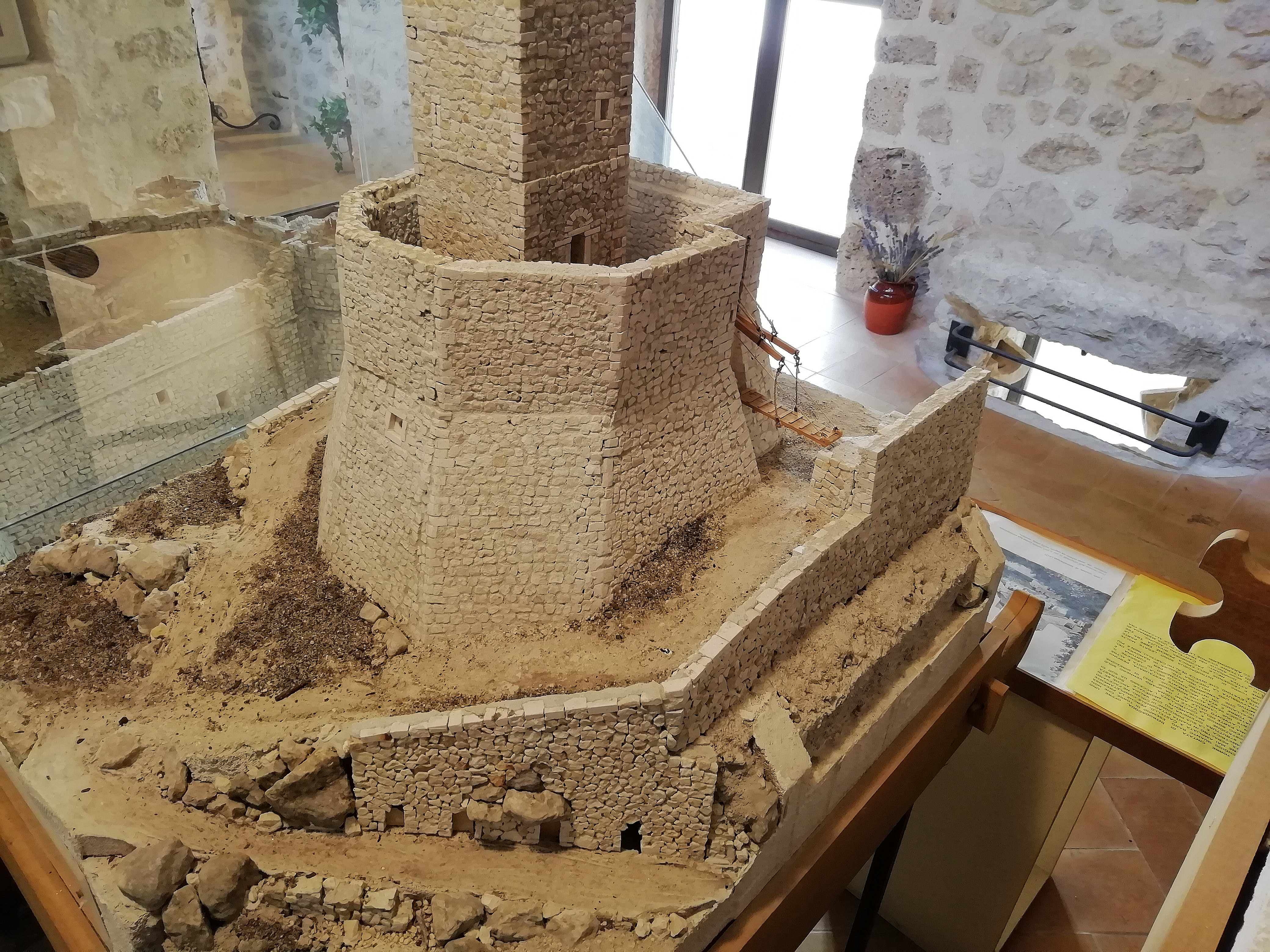
Miniatura della torre a Pettorano sul Gizio.

La torre centrale è a pianta quadrata, di 5,20 m per lato, ha un'entrata rivolta a levante sopraelevata dal piano della corte di circa 6 m.
Con l'invenzione della polvere da sparo, furono aperte due cannoniere per la volata delle bocche da fuoco (colubrine, bombarde) lateralmente all'ingresso praticato nel muro di cinta.

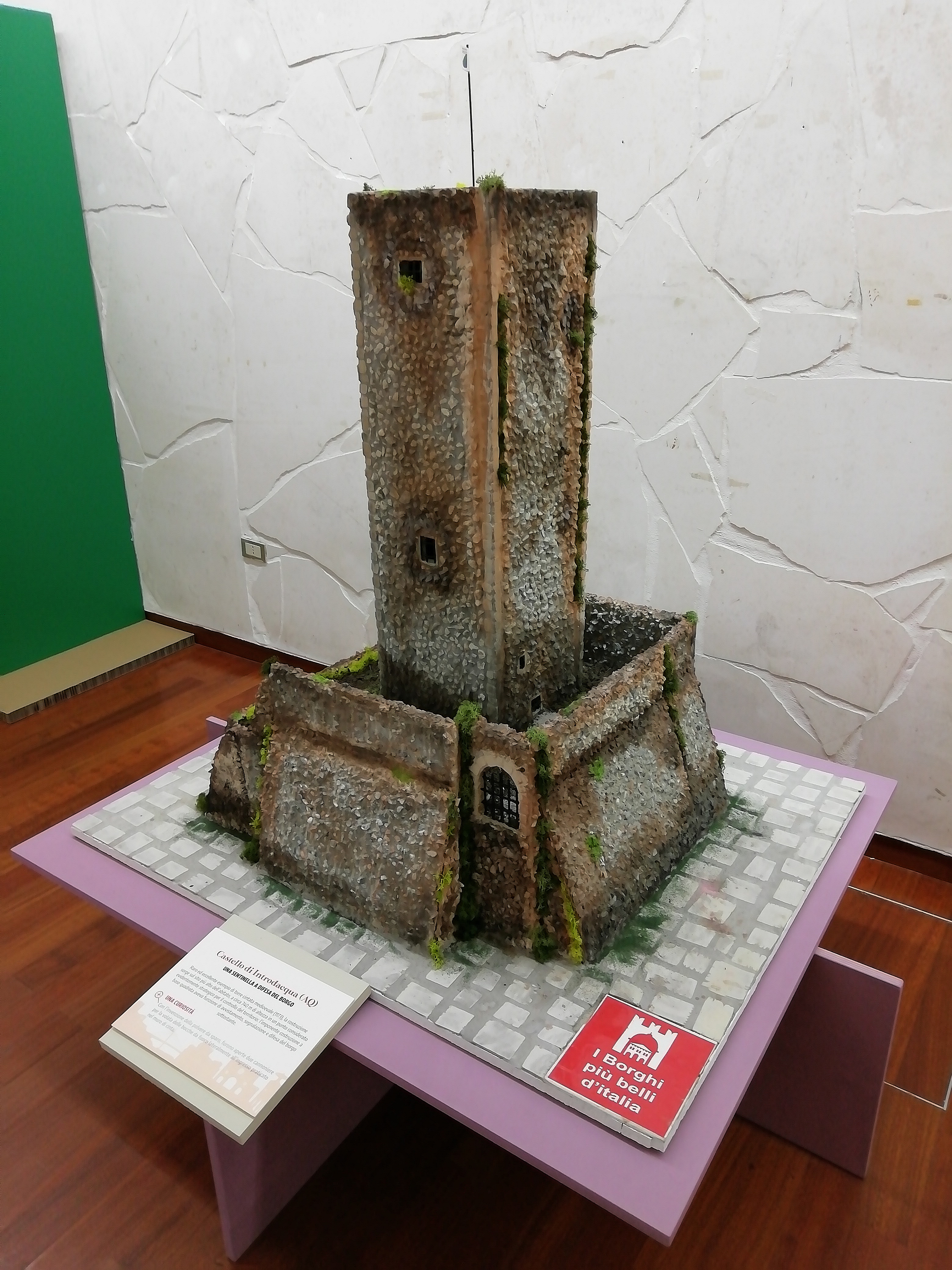
Riproduzione situata nel Museo dell'Abruzzo in Miniatura.

Vi sono delle miniature della torre rappresentanti questa sia nell'attuale forma, che nella forma che probabilmente aveva in età medievale e rinascimentale.
La prima è situata presso il museo dell'Abruzzo in Miniatura, a Francavilla al Mare, la seconda nel Castello Cantelmo (Pettorano sul Gizio).

## Storia
S'iniziò la costruzione del dongione molto probabilmente nel 1173, con l'arrivo di Simone I Di Sangro.
Il 9 settembre 1349 fu vittima di un sisma; altri danni vennero causati dal sisma del 4-5 dicembre 1456; non fu riparato o per difficoltà di restauro o perché l'utilizzo non fu necessario. Quindi il dongione, che fu una delle poche parti del castello a non subire danni significativi, venne adibito a prigione.
Altro sisma ci fu il 3 novembre 1706 ma senza danni di rilievo.
Negli anni settanta del '900 ci fu un crollo, che fece cedere alcune parti della sommità della torre. A causa dei successivi restauri i sotterranei sottostanti furono ricoperti; il dongione è comunque visitabile tuttora, e viene aperto ai visitatori solo in alcune occasioni.